# Tharros

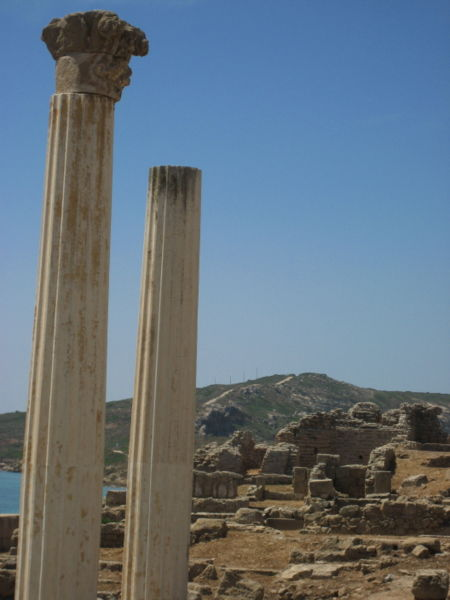
Columnas de Tharros

Tharros (también escrito Tharras en, griego: Θάρρας, también  Tarrae o Tarras) fue una antigua ciudad en la costa oeste de Cerdeña, Italia, y actualmente es un sitio arqueológico cerca de la aldea de San Giovanni di Sinis, municipio de Cabras, en la provincia de Oristán Está situado en la orilla sur de la península de Sinis, que forma el cabo norte de la Golfo de Oristán, el cabo de San Marcos. Tharros, mencionada por Tolomeo y en Itinerarios, parece haber sido uno de los lugares más importantes de la isla.
La investigación arqueológica realizada en el área de Tharros estableció que en el siglo VIII a. C. la ciudad fue fundada por fenicios. En los restos de una Nuraga de un antiguo pueblo en la cima de la colina llamada Su Muru Mannu fundaron un Tofet, un lugar sagrado al aire libre común para varias instalaciones de los fenicios en el oeste de Mediterráneo, y visto como una primera señal de colonización y urbanización. Las excavaciones han demostrado que existió desde el siglo VIII a. C. hasta su abandono en el siglo X, habitado en primer lugar por los fenicios, luego por la civilización Púnica y luego por los romanos. La ciudad fue abandonada bajo la presión de las incursiones de invasores Sarracenos. El sitio fue utilizado durante siglos después como cantera de materiales de construcción para las aldeas y ciudades vecinas.
Ciertamente, siempre ha habido una fuerte del Sardo elemento durante todo el tiempo de su existencia. Una inscripción registra la reparación de la carretera de Tharros a Cornus en fecha tan tardía como el reinado del emperador Felipe. El Itinerario de Antonino correctamente lo coloca a 18 millas de Cornus y 12 de Othoca (actual Santa Giusta cerca de Oristán)

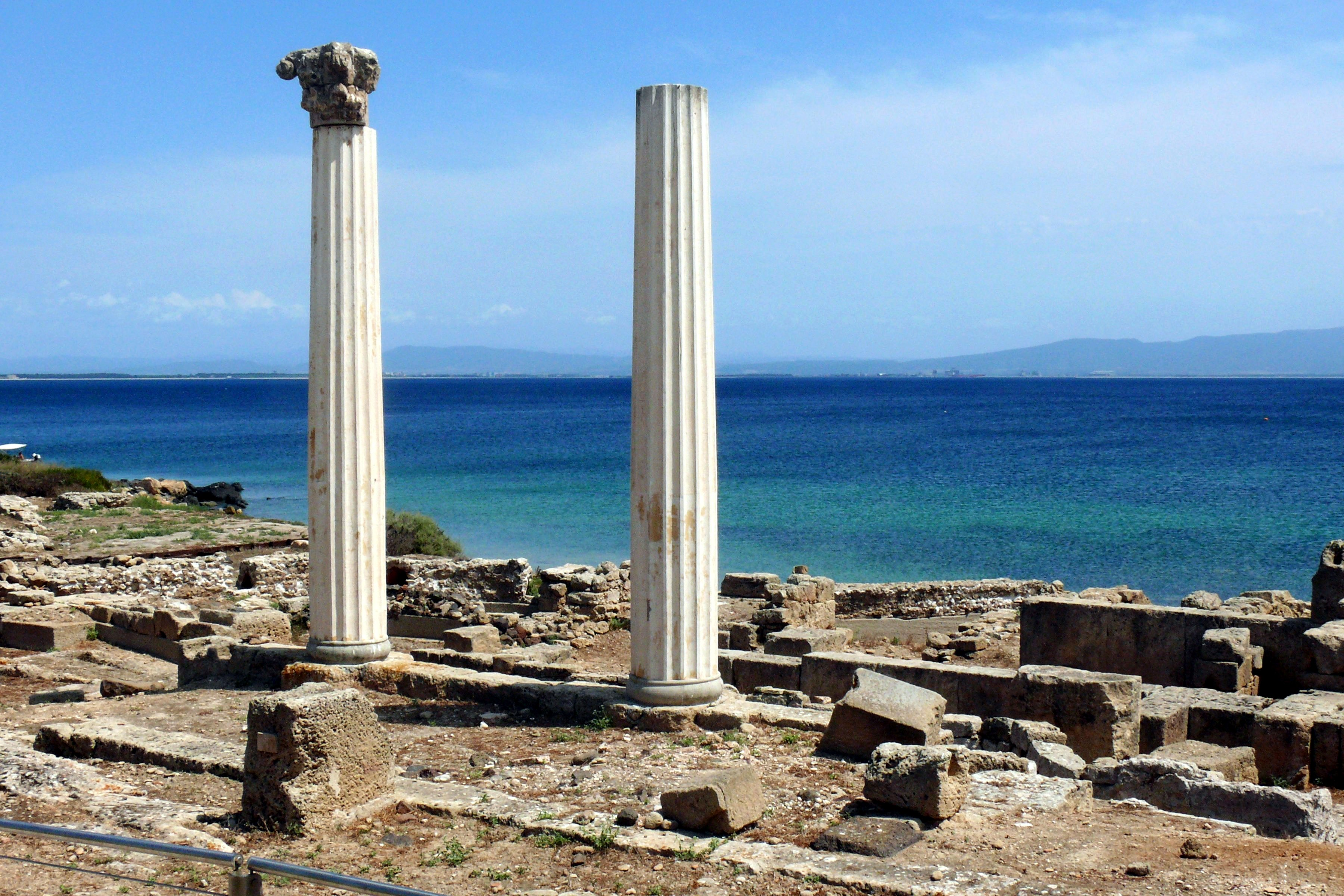
Imagen de Tharros, al fondo el Golfo de Oristán

El área ahora es un museo al aire libre y todavía se realizan excavaciones que sacan a la luz cada vez más detalles del pasado de esta ciudad. Lo que se ve es la mayor parte del período de Cristianismo primitivo o la dominación romana. Entre las estructuras de interés está el propio Tofet, las instalaciones de baño, los cimientos del templo y una parte de la zona con viviendas y talleres artesanales.
La mayoría de los objetos se encuentran en el Museo Arqueológico en Cagliari, en el Antiquarium Arborense, el Museo Arqueológico de la ciudad de Cabras y en el Museo Británico, Londres.